# Karancsberény
Karancsberény es un pueblo ubicado en el condado de Nógrád, Hungría.

## Superficie
Posee una superficie de 23,14 kilómetros cuadrados.

## Demografía
Hasta 2021 la población era de 767 habitantes, con una densidad de población de 33,14 habitantes por kilómetro cuadrado.